# Landkreis Wegscheid
Der Landkreis Wegscheid gehörte zum bayerischen Regierungsbezirk Niederbayern. Sein ehemaliges Gebiet gehört heute zum Landkreis Passau.

## Geographie

### Wichtige Orte
Die einwohnerstärksten Gemeinden waren Hauzenberg, Wegscheid, Untergriesbach und Obernzell. Da der Markt Hauzenberg erst 1972, nach der Auflösung des Landkreises Wegscheid, zur Stadt erhoben wurde, umfasste der Landkreis kein einziges Stadtgebiet. Der Markt Wegscheid fungierte als Kreishauptort, während in anderen Landkreisen Kreisstädte Kreishauptorte darstellen.

### Nachbarkreise
Der Landkreis grenzte 1972 im Norden an den Landkreis Wolfstein und im Westen an den Landkreis Passau. Im Osten und Süden grenzte er an Österreich (Oberösterreich).

## Geschichte

### Landgericht
Nach der Gründung des Königreichs Bayern im Jahre 1806 wurde im Verlauf der Verwaltungsneugliederung Bayerns das Landgericht Wegscheid errichtet und dem Unterdonaukreis mit der Hauptstadt Passau zugeschlagen.
1838 wurde der Unterdonaukreis in Kreis Niederbayern umbenannt; er entsprach dem Regierungsbezirk. Die Kreishauptstadt wurde nach Landshut verlegt.

### Bezirksamt
Das Bezirksamt Wegscheid folgte im Jahr 1862 dem Landgericht älterer Ordnung Wegscheid. Acht Gemeinden wechselten zum Bezirksamt Wolfstein.
Am 1. Januar 1880 wurde das Bezirksamt Wegscheid aufgelöst und dem Bezirksamt Passau zugeordnet.
1888 wurde diese Zusammenlegung rückgängig gemacht und das Bezirksamt Wegscheid wurde wieder errichtet.

### Landkreis
Am 1. Januar 1939 im Deutschen Reich die einheitliche Bezeichnung Landkreis eingeführt. So wurde aus dem Bezirksamt der Landkreis Wegscheid.
Am 1. Juli 1972 wurden die Landkreise Wegscheid und Griesbach im Rottal sowie viele Gemeinden aus dem Landkreis Vilshofen im Zuge der Gebietsreform in Bayern dem Landkreis Passau zugeordnet.

## Einwohnerentwicklung
| Jahr | Einwohner | Quelle |
| ---- | --------- | ------ |
| 1864 | 17.792    | [ 4 ]  |
| 1900 | 16.934    | [ 5 ]  |
| 1910 | 17.691    | [ 5 ]  |
| 1925 | 18.554    | [ 6 ]  |
| 1939 | 18.820    | [ 7 ]  |
| 1950 | 25.119    | [ 8 ]  |
| 1960 | 23.000    | [ 9 ]  |
| 1971 | 25.000    | [ 10 ] |

## Bezirksamtsvorstände (bis 1938) und Landräte (ab 1939)
- Ludwig Braun (1918–1920)
- Gustav Littig (1920–1926)
- Albert Hastreiter (1927–1933)
- Max Imhof (1933–1942)
- Friedrich Zagel (1942–1945) beauftragt
- Georg Stelmaszyk (1945–1946)
- Rudolf Beer (1946–1952)
- Karl Donderer (1952–1964)
- Robert Muthmann (1964–1972)

## Gemeinden
Vor dem Beginn der bayerischen Gebietsreform umfasste der Landkreis Wegscheid 26 Gemeinden:

Landkreis Wegscheid, Gemeindegrenzenkarte von 1961

(→ Heutige Gemeinde)
- Breitenberg
- Ederlsdorf (→ Obernzell)
- Eidenberg (→ Wegscheid)
- Gegenbach (→ Breitenberg)
- Germannsdorf (→ Hauzenberg)
- Gollnerberg (→ Breitenberg)
- Gottsdorf (→ Untergriesbach)
- Hauzenberg
- Jahrdorf (→ Hauzenberg)
- Kasberg (→ Wegscheid)
- Lämmersdorf (→ Untergriesbach)
- Meßnerschlag (→ Wegscheid)
- Möslberg (→ Wegscheid)
- Oberneureuth (→ Sonnen)
- Obernzell
- Oberötzdorf (→ Untergriesbach)
- Raßreuth (→ Hauzenberg)
- Schaibing (→ Untergriesbach)
- Schönberg (→ Breitenberg)
- Sonnen
- Thalberg (→ Wegscheid)
- Thurnreuth (→ Wegscheid)
- Untergriesbach
- Wegscheid
- Wildenranna (→ Wegscheid)
- Windpassing (→ Hauzenberg)

## Wappen
Blasonierung: „Über goldenem Schildfuß, darin ein schalenförmiger schwarzer Weidenkorb, gespalten von Silber und Rot, vorne ein steigender roter Wolf, hinten ein silberner Balken.“

## Kfz-Kennzeichen
Am 1. Juli 1956 wurde dem Landkreis bei der Einführung der bis heute gültigen Kfz-Kennzeichen das Unterscheidungszeichen WEG zugewiesen. Es wurde bis zum 28. April 1973 ausgegeben.